# Галле (Саксонія-Ангальт)
Галле або Гала над Солавою (нім. Halle, в.-луж. Hala nad Solawu, н.-луж. Halle nad Solawu) — місто і муніципалітет у землі Саксонія-Ангальт, Німеччина, розташоване на річці Заале. Населення міста (станом на 31 грудня 2021) — 238 061 ос.
Місто відоме своїм університетом, який був заснований в 1694 році; в 1817 році Університет Галле був об'єднаний з Університетом міста Віттенберг; з 1933 року об'єднаний університет називається Університет імені Мартіна Лютера Галле-Віттенберг (нім. Martin Luther Universität Halle-Wittenberg). З 1878 року в Галле розташована Німецька академія натуралістів «Леопольдіна».

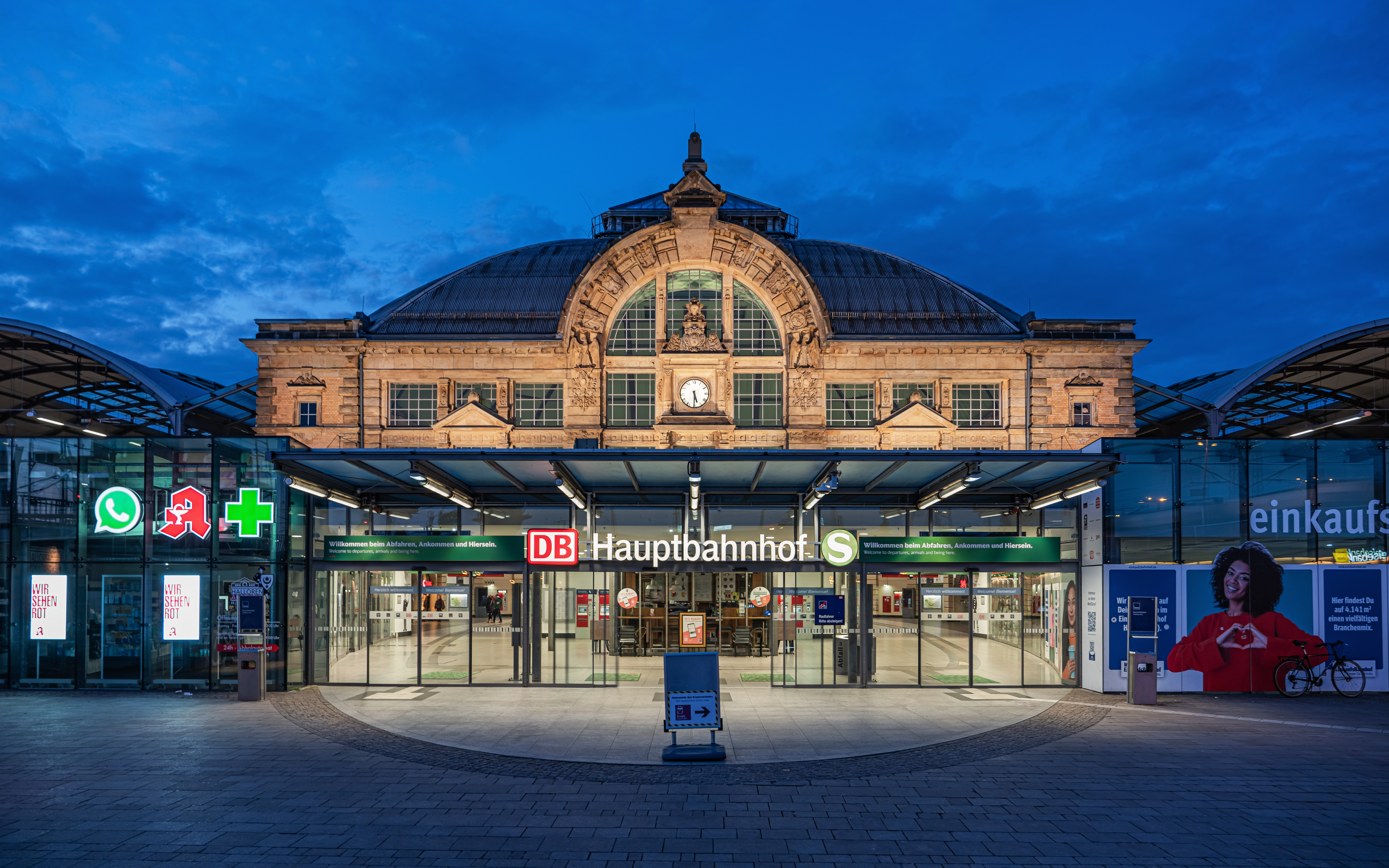
Головний вокзал в Галле

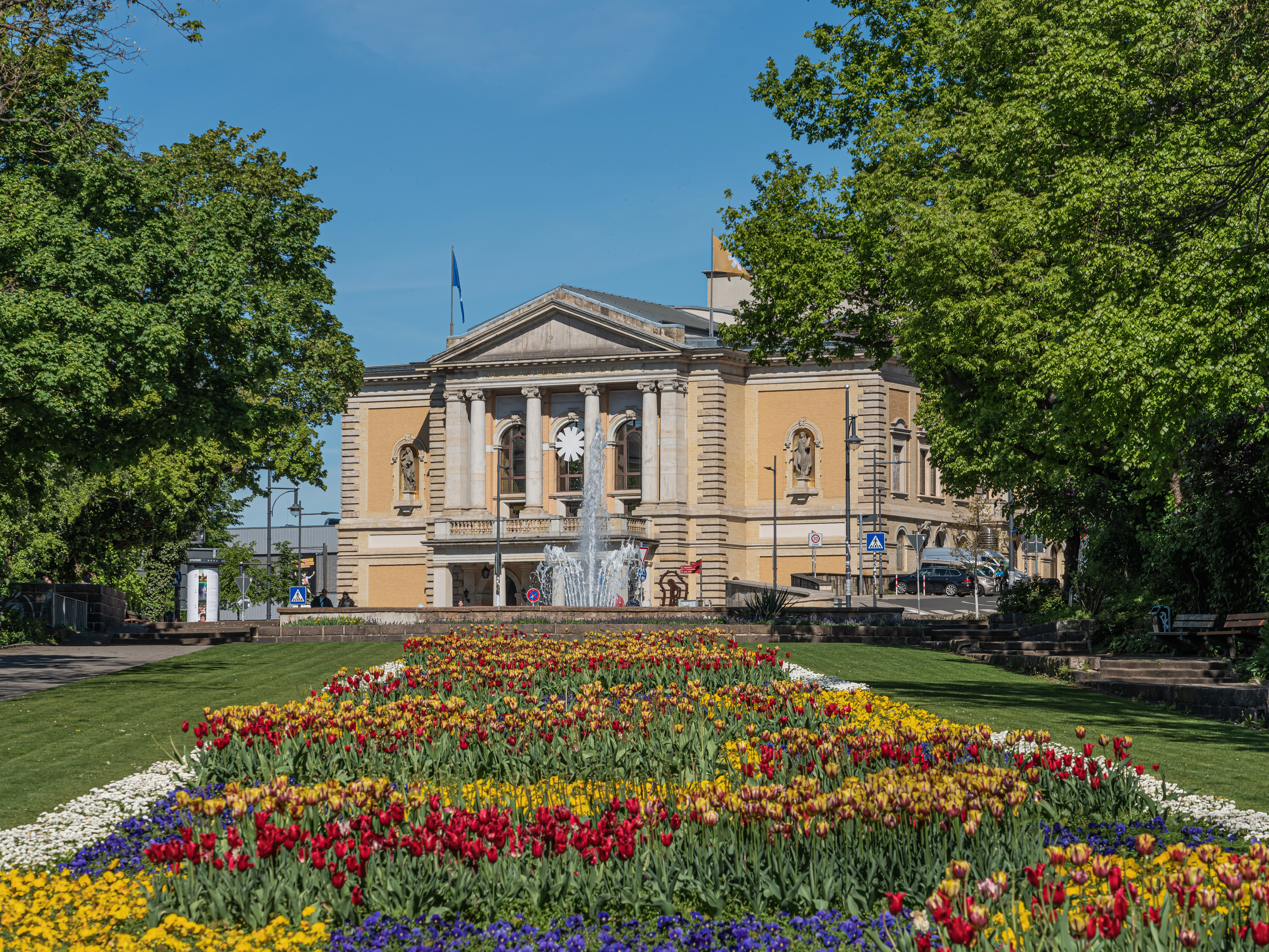
Будівля опери в Галле

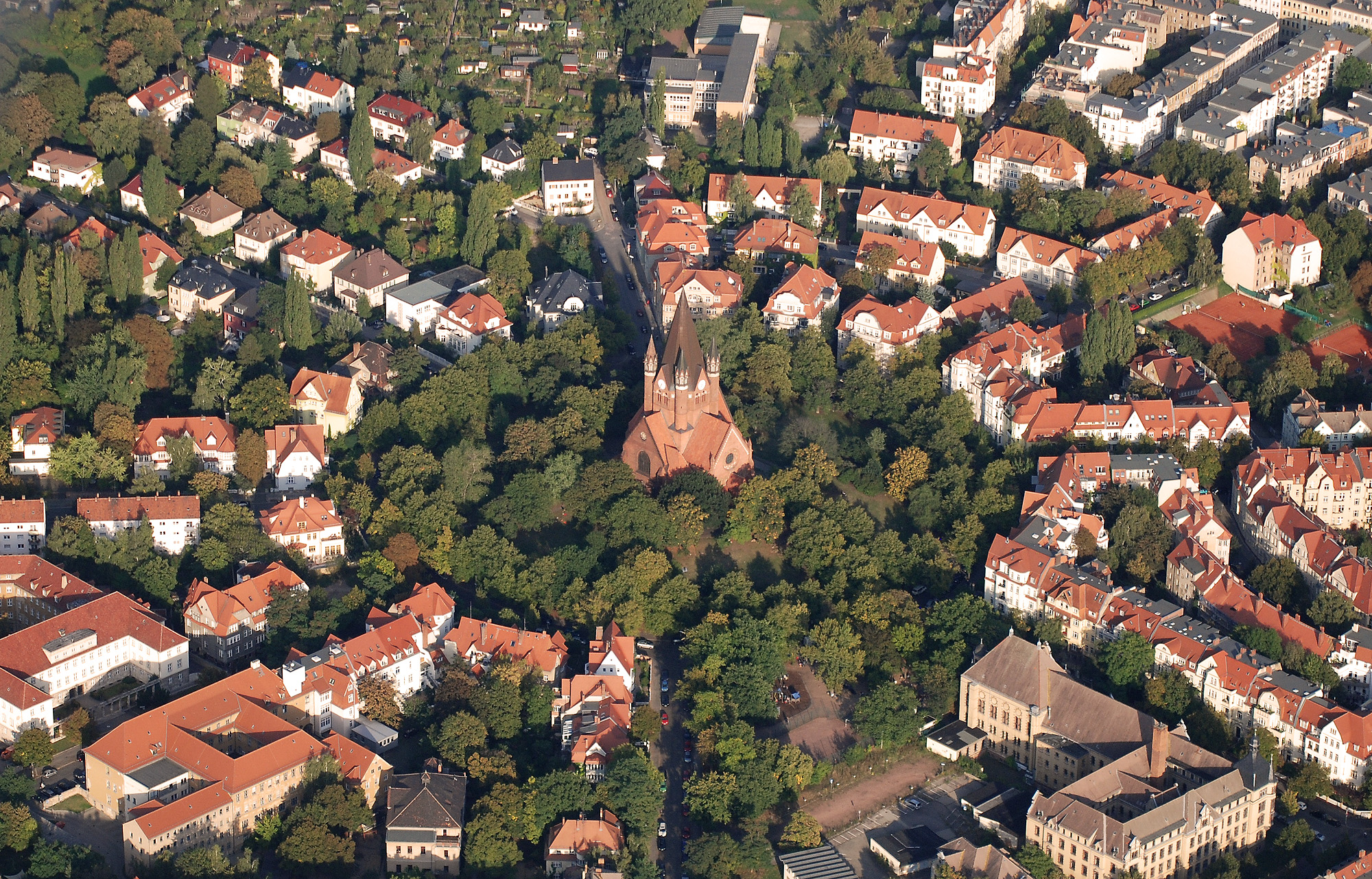
Вид з повітря на церкву Святого Павла в центрі

## Історія
Галле вперше згадується в історичних документах за 806 роком.
Перші поселення виникли тут завдяки вдалому розташуванню і сольових родовищ. Саме слово «галли», як прийнято вважати, кельтського походження, і означає «місця, багаті сіллю». Сіль визначила долю міста: з одного боку, йому завжди вдавалося залишатися благополучним і багатим завдяки цій життєво необхідної спеції, з іншого, розвиток солеварної промисловості згодом отримав логічне продовження — тут у роки НДР були зосереджені хімічні заводи, і це вельми згубно позначилося на екології всього регіону.
Місто веде свою історію з IX ст., коли Карл Великий заснував тут фортецю, що входила до ланцюга захисних споруд на східних рубежах Імперії франків. Міський статус був наданий новому поселенню в 981 році імператором Оттоном II. З середини Х ст. Галле протягом майже семи століть входило до складу Магдебурзького архієпископства.
В 1638 році місто увійшло до складу Бранденбурзького князівства, а коли те перетворилося в Прусське королівство, Галле стало прусським містом.
У Галле повністю зберігся історичний центр, у той час як у Лейпцизі, всього за 40 км від Галле, вціліло лише декілька будинків.[коли?]
Галле — батьківщина великого німецького композитора Георга Генделя.
На офіційному сайті можна подивитися панораму міста з висоти фортеці Burg Giebichenstein.
У цей час[коли?] з міста відбувається відтік населення в довколишні міста, такі як Дрезден, Берлін, Лейпциг. Рівень безробіття в місті високий, у порівнянні з більшими містами.
Неподалік від міста знаходиться Гейзельтальський буровугільний басейн відомий знахідками викопних рослин і тварин.

## Населення
| Рік             | Населення |
| --------------- | --------- |
| 1300            | 4.000     |
| 1500            | 7.000     |
| 1600            | 10.000    |
| 1682            | 4.000     |
| 1751            | 13.460    |
| 1800            | 15.159    |
| 1820            | 23.408    |
| 3 грудня 1852 ¹ | 35.076    |
| 3 грудня 1855 ¹ | 35.500    |
| 3 грудня 1861 ¹ | 41.500    |
| 3 грудня 1864 ¹ | 45.800    |
| 3 грудня 1867 ¹ | 48.900    |
| 1 грудня 1871 ¹ | 52.600    |
| 1 грудня 1875 ¹ | 60.503    |

| Рік              | Населення |
| ---------------- | --------- |
| 1 грудня 1880 ¹  | 71.484    |
| 1 грудня 1885 ¹  | 81.982    |
| 1 грудня 1890 ¹  | 101.401   |
| 2 грудня 1895 ¹  | 116.304   |
| 1 грудня 1900 ¹  | 156.609   |
| 1 грудня 1905 ¹  | 169.899   |
| 1 грудня 1910 ¹  | 180.843   |
| 1 грудня 1916 ¹  | 157.913   |
| 5 грудня 1917 ¹  | 155.059   |
| 8 жовтня 1919 ¹  | 182.326   |
| 16 червня 1925 ¹ | 194.575   |
| 16 червня 1933 ¹ | 209.169   |
| 17 травня 1939 ¹ | 220.092   |
| 1 грудня 1945 ¹  | 212.382   |

| Рік              | Населення |
| ---------------- | --------- |
| 29 жовтня 1946 ¹ | 222.505   |
| 31 серпня 1950 ¹ | 289.119   |
| 31 грудня 1955   | 289.680   |
| 31 грудня 1960   | 277.855   |
| 31 грудня 1964 ¹ | 273.987   |
| 1 січня 1971 ¹   | 257.261   |
| 31 грудня 1975   | 237.349   |
| 31 грудня 1981 ¹ | 232.622   |
| 31 грудня 1985   | 235.169   |
| 31 грудня 1988   | 236.044   |
| 31 грудня 1990 ² | 310.234   |
| 31 грудня 1995   | 282.784   |
| 31 грудня 2000   | 247.736   |
| 30 вересня 2005  | 237.513   |

¹ Результати перепису населення 

² 6 травня 1990: об'єднання Галле і Галле-Нойштадт

## Міста-побратими
- Оулу, Фінляндія (з 1968)
- Коїмбра, Португалія (з 1974)
- Лінц, Австрія (з 1975)
- Гренобль, Франція (з 1976)
- Карлсруе, Німеччина (з 1987)
- Гільдесгайм, Німеччина (з 1992)
- Файл:Ufa gerb.png Уфа, Росія (з 1997)

Громадський транспорт
- Домашня сторінка підприємства громадського транспорту Галле Hallesche Verkehrs-AG [Архівовано 31 травня 2022 у Wayback Machine.](нім.)
- Домашня сторінка об'єднання підприємств громадського транспорту Середньої Німеччини MDV GmbH [Архівовано 3 квітня 2022 у Wayback Machine.](нім.)
- Аеропорт Лейпциг-Галле [Архівовано 12 травня 2020 у Wayback Machine.](нім.)

Туризм
- Туристичний сервіс [Архівовано 27 квітня 2013 у Wayback Machine.](нім.)

## Відомі особистості
У місті народилися:
- Ґеорґ Бількенрот (1898 – 1982) — німецький хімік;
- Петер Кірхнер (* 1932)  — німецький славіст;
- Етьєн Ласпейрес (1834 – 1913) — німецький економіст, статистик, філософ та юрист;
- Густав Адольф Носске (1902 – 1986) — німецький юрист, оберштурмбаннфюрер СС;
- Георг Фрідріх Гендель (1685 – 1759) — німецький композитор;
- Адольф Герхард (1937) — німецький легкоатлет.